# Hispano-Suiza HS.404
Hispano-Suiza H.S.404 či HS-404 je automatický letecký kanón ráže 20 mm vzniklý ve firmě Hispano-Suiza v 30. letech dvacátého století. Existoval i ve variantě protiletadlové zbraně.

## Historie

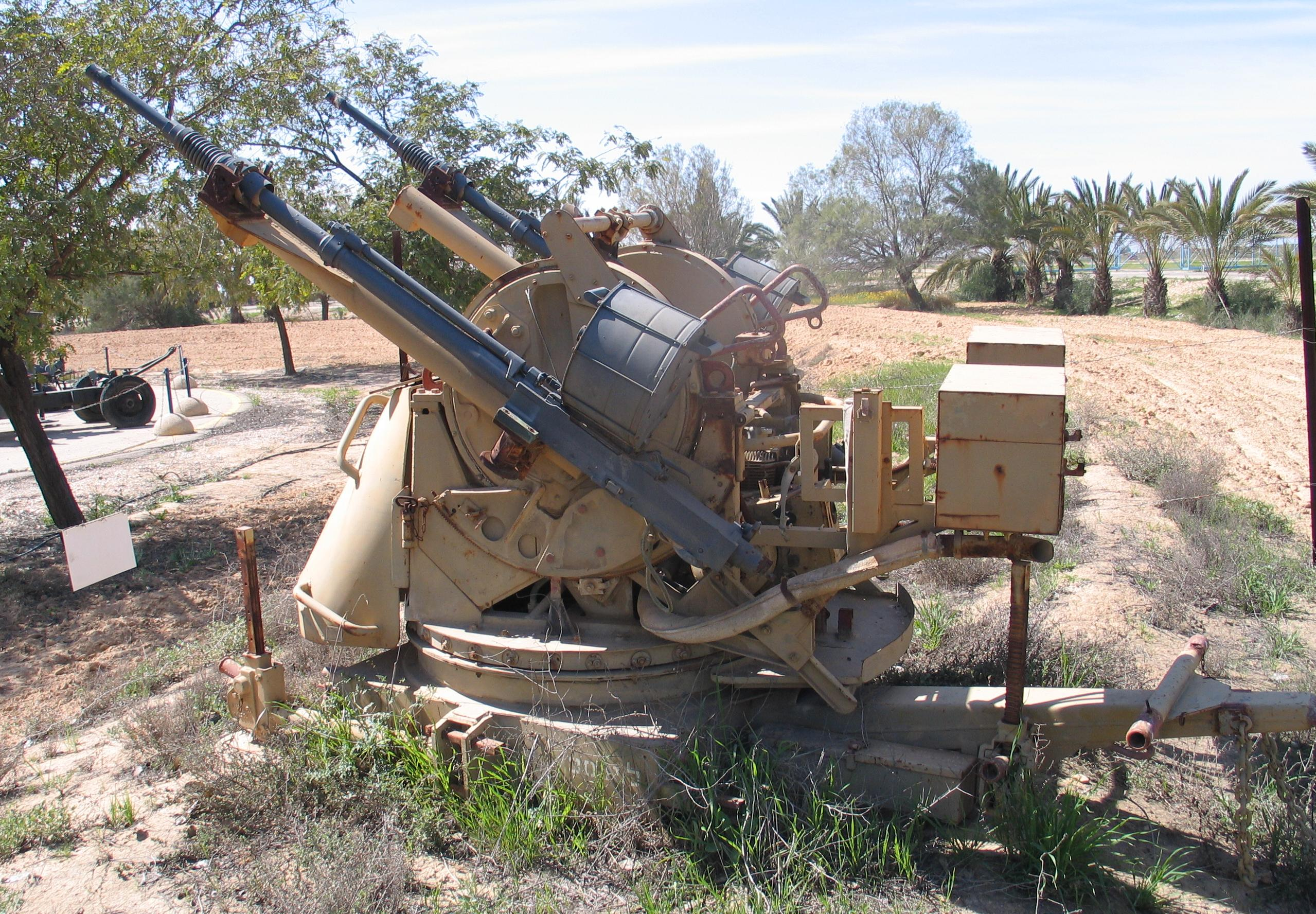
HS.404 ve zdvojené protiletadlové lafetaci TCM-20, Muzeum izraelského vojenského letectva Chacerim

Kanón navrhl belgický konstruktér Marc Birkigt.  Francouzská varianta se objevila v roce 1938 a byla určena k náhradě podstatně rozměrnějšího 20mm kanónu HS.9. Svou kadencí střelby a úsťovou rychlostí překonávala svého předchůdce, ale nedostatečná spolehlivost exemplářů z počáteční výroby donutila výrobce snížit kadenci ze 700 na 600 ran za minutu. 
Tento kanón fungoval na principu odběru výstřelových plynů z hlavně. Při výstřelu tyto plyny tlačily na píst, který ovládal nosič závěru. Ten svým pohybem dozadu nadzvedl závoru opírající se o plochu na těle zbraně. Závěr se pohyboval dozadu a na něm nesený vytahovač vytáhl prázdnou nábojnici a vyhazovač ji vyhodil ven. Při pohybu vpřed pak závěr nabral nový náboj a zasunul jej do nábojové komory. Hlaveň kanónu měla vpředu úsťovou brzdu. Vzadu na ní byla nasazena pružina, která při palbě tlumila značný zpětný ráz kanónu, jenž působil na křídlo letounu. U letounu Spitfire byly hlavně  kanónů opatřeny tvarovými kryty, aby neovlivňovaly aerodynamické vlastnosti křídla. U letounů Hurricane byly kanóny bez těchto krytů.  
Zásoba šedesáti nábojů byla uložena v bubnovém zásobníku vzniklém pro variantu určenou pro střelbu hřídelí vrtule jednomotorových stíhacích letadel a užívaném bez úprav i u zbraní instalovaných v křídlech. Zbraně v křídlech však s tímto zásobníkem zabíraly více místa výškově, takže se na křídlech vytvořily snímatelné aerodynamické kryty (boule). Po sejmutí krytu se vyměnil vystřílený bubnový zásobník za nabitý a kryt se opět nasadil. Kanón byl zásobován náboji shora a dole vypadávaly prázdné nábojnice. Bubnový zásobník občas způsoboval zasekávání zbraně. Jestliže se jeden křídelní kanón zasekl, pak palba druhého stranově vychylovala letoun. Takto vyzbrojených 30 letounů Spitfire bylo dodáno 19. peruti RAF počínaje červnem 1940. Kanóny Hispano Mk. I však byly tak nespolehlivé, že peruť požádala o výměnu dodaných letounů za starší letouny vyzbrojené kulomety Browning. Nakonec se neúnosné problémy vyřešily; namísto bubnového zásobníku se použil rotační podavač zásobující zbraň shora, a ta byla spolehlivěji nabíjena z nábojového pásu, čímž se zároveň vyřešil i problém nízké kapacity bubnového zásobníku. Kanón byl v křídle zakrytován menším krytem tvaru slzy. Kanón British Hispano Mk. II byl nabíjen z kovového článkového rozpadávacího pásu o 120 nábojích uloženého v krabicovém zásobníku.
Zbraň byla přijata i do výzbroje britských a amerických ozbrojených sil a během druhé světové války byla používána jako standardní výzbroj bojových letadel těchto zemí. Bubnový zásobník byl u jejich pozdějších výrobních variant nahrazen zásobováním nábojovým pásem.
Tímto kanónem a dvěma kulomety vz. 30 ráže 7,9 mm měla být vyzbrojena také čs. stíhačka Avia Bk-534 i pozdější typy stíhacích letounů Avia (byly v prototypech). Jednání o dodávkách francouzských kanónů se však protahovala, a nakonec, v době mnichovské krize, byly tyto letouny namísto kanónu dozbrojeny třetím kulometem.

## Francouzská letadla užívající tento kanón
- Bloch MB-152
- Breguet 693
- Dewoitine D.500/D.510[pozn. 2]
- Dewoitine D.520[pozn. 2]
- Morane-Saulnier MS.406[pozn. 2]
- Potez 631